# بروتوكول طبقة المقابس الآمنة أحادي ثنائي الاتجاه
بروتوكول طبقة المقابس الآمنة أًحادي ثنائي الاتجاه هو إمكانية تنفيذ بروتوكول طبقة المقابس الآمنة (والتي هي التقنية القياسية المُستخدَمة لتمكين الإتصال الآمن بين العميل والخادم لضمان أمن البيانات وسلامتها) إما في اتجاه واحد أو في إتجاهين.

## بروتوكول طبقة المقابس الآمنة أحادي الإتجاه
في هذه الحالة يتحقق العميل فقط من الخادم للتأكد من أنه يتلقى البيانات من الخادم المقصود. لتطبيق بروتوكول طبقة المقابس الآمنة أحادية الاتجاه، يشارك الخادم شهادته العامة مع العملاء وتتم المصادقة بعد اجتياز الخطوات التالية :
- يطلب العميل بعض البيانات المحمية من الخادم على بروتوكول HTTPS فيؤدي ذلك إلى بدء عملية مصافحة SSL / TLS أو Handshake.
- يرسل الخادم شهادته العامة إلى العميل مع رسالة ترحيب الخادم (HELLO).
- يحقق العميل في صحة الشهادة المرسلة إليه وذلك بالتأكد من مصداقية الشهادة من خلال هيئة المصادقة (CA) بالنسبة للشهادات الموقعة من هيئات المصادقة CA.
- يرسل العميل سلسلة بايت عشوائية تمكن كل من العميل والخادم من حساب المفتاح السري ليتم استخدامه لتشفير بيانات الرسائل اللاحقة. يتم تشفير سلسلة البايت العشوائية نفسها باستخدام المفتاح العام للخادم.
- بعد الموافقة على هذا المفتاح السري ، يتواصل العميل والخادم بشكل أكبر من أجل نقل البيانات الفعلي عن طريق تشفير/ فك تشفير البيانات باستخدام هذا المفتاح.

## بروتوكول طبقة المقابس الآمنة ثنائي الإتجاه
في هذه الحالة يتحقق كل من العميل والخادم من مدى مصداقية شهادات كلاً مهنما، ويمكن تلخيص تعاملهما خلال جلسة كالتالي :
- يطلب العميل موردًا محميًا عبر بروتوكول HTTPS وتبدأ عملية المصافحة
- يعيد الخادم الشهادة العامة للعميل مع رسالة ترحيب الخادم (HELLO).
- يتحقق العميل من صحة الشهادة المرسلة إليه وذلك بالتأكد من مصداقية الشهادة من خلال هيئة المصادقة (CA) بالنسبة للشهادات الموقعة من هيئات المصادقة CA.
- في حالة التأكد والتحقق من صحة شهادة الخادم بنجاح ،يقدم العميل شهادته العامة إلى الخادم.
- يتحقق الخادم من الشهادة المرسلة إليه من خلال هيئة المصادقة (CA) للشهادات الموقعة من هيئات المصادقة CA.
- بعد الإنتهاء من عملية المصافحة ، يقوم العميل والخادم بالإتصال ونقل البيانات المشفَّرة مع بعضهما البعض وذلك باستخدام المفاتيح السرية المشتركة بينهما أثناء المصافحة.